# Марянтув (Слупецький повіт)
Марянтув (пол. Mariantów) — село в Польщі, у гміні Заґурув Слупецького повіту Великопольського воєводства.
Населення — 73 особи (2011).
У 1975-1998 роках село належало до Конінського воєводства.

## Демографія
Демографічна структура станом на 31 березня 2011 року:
|          | Загалом | Допрацездатний вік | Працездатний вік | Постпрацездатний вік |
| -------- | ------- | ------------------ | ---------------- | -------------------- |
| Чоловіки | 41      | 10                 | 26               | 5                    |
| Жінки    | 32      | 2                  | 19               | 11                   |
| Разом    | 73      | 12                 | 45               | 16                   |